# 箸蔵自動車学校
箸蔵自動車学校（はしくらじどうしゃがっこう）は、徳島県三好市にかつて存在した徳島県公安委員会指定の自動車教習所。2011年に廃校になった。

## 概要

### 取得免許
- 普通自動車免許（MT・AT）
- 普通自動二輪車免許
- 中型自動車免許
- 大型特殊自動車免許

### 所在地
- 〒778-0020 徳島県三好市池田町州津藤ノ井357-1

## 交通
- JR土讃線阿波池田駅前より送迎バスが出ていた。